# Pseudis bolbodactyla
Pseudis bolbodactyla (Luzt,1925) es una especie de anfibio anuro de la familia Hylidae.

## Distribución geográfica
Esta especie es endémica de Brasil. Habita desde el nivel del mar hasta 1000 m de altitud en Minas Gerais, sur de Goiás, sur de Bahía y norte de Espírito Santo.
Es completamente acuático, vive en lagos, estanques y arroyos de cerrado y caatinga. Se encuentra en las llanuras de inundación del curso medio del río São Francisco, en el alto río Tocantins, que forma parte de la cuenca alta Araguaia–Tocantins, y a lo largo del río Paranaíba, que forma parte de la cuenca alta del Paraná todas ellas cuencas hidrográficas restringidas al Escudo Brasileño.

## Publicación original
- Lutz, 1925 : Batraciens du Brésil. Comptes Rendus Hebdomadaires des Séances et Mémoires de la Société de Biologie et de ses Filiales Paris, vol. 93, p. 137-139.[6]